# Csókakő vára
Csókakő vára a Fejér vármegyei Csókakő nevezetessége, a megye egyetlen fennmaradt középkori eredetű, a török időkben is használt vára.

## Fekvése
Székesfehérvártól északnyugati irányba haladva, már messziről az utazók szemébe tűnik a vár, ami a Vértes hegység szélén, a 479 m magas Csóka-hegy oldalában, egy sziklaplatón épült. Stratégiailag kedvező fekvésű, mivel a mai 81-es út előzményét, a Gaja-patak völgyében haladó utat ellenőrizte. (Ez az út azonos a tihanyi alapítólevélben említett „hadút”-tal.)

## Története
Ez a vidék már a honfoglalás után a Csák nemzetség fennhatósága alá került, kiknek korai erődítményük Csákvár lehetett. Csókakő erődítményének első írásos említése 1299-ből származik, amikor Márk fia, István alországbíró lakott benne famíliájával és szolgaszemélyzetével. Ők Anjou Károlyt támogatták a magyar trón megszerzésében, de a győztes uralkodó 1326-ban megakadályozandó, hogy hatalmára veszélyes birtoktömb alakulhasson ki, a dombói és nyéki uradalmakért cserébe megszerezte tőlük.
Fejér vármegye királyi ispánja töltötte be egyúttal a csókakői várnagy posztját is, ő parancsolt a várbeli népeknek és a környékbeli alávetett lakosságnak is. A 15. században került várnagyként az élére Rozgonyi István nemes úr, aki 1428-ban megmentette uralkodójának életét a törökkel vívott vesztes galambóci csata idején. A Rozgonyi család kihaltával a vár több kézen fordult meg, birtokosai között volt többek között Corvin János, illetve Bakócz Tamás is. A 16. században katonai jelentőségét már elvesztette, hiszen a török hódítók hatalmas túlerejével és tüzérségi fölényével szemben védhetetlenné vált a kicsiny erődítmény. Miután 1543-ban Szulejmán török szultán hatalmas serege megostromolta és elfoglalta a közeli Székesfehérvárt, a következő esztendőben Ahmed fehérvári bég fegyveresei előtt kardcsapás nélkül kaput nyitottak a megrémült katonák és feladták posztjukat. A török hódoltság idején, mint Fehérvár egyik előretolt megfigyelőhelye játszott alárendelt szerepet, helyőrségét egy 1552-es zsoldlista szerint 33 janicsár alkotta. Az Oszmán Birodalom uralma alól véglegesen 1687 őszén szabadult fel, a továbbiakban már nem szerepelt a harci eseményekben.

## Feltárása
Az 1850-es években Rómer Flóris ismerte fel a vár régészeti jelentőségét, első felmérésére azonban csak 1885-ben végezte el Könyöki József. Őt Csernó Géza követte 1897-ben. 1953-ban a várat műemlékké nyilvánították. 1956-ban jelent meg Fitz Jenő történeti jellegű kismonográfiája. 1960-ban új régészeti feltárás és helyreállítás indult, amely azonban 1963-ban félbemaradt. A 20. század második felére a gazdátlan vár igen romossá, életveszélyessé vált, melyen csak az 1995-ben megalakult Csókakői Várbarátok Társasága tudott változtatni, így jelentős anyagi támogatásukkal megindultak a régészeti feltárások és helyreállítások, amelyek napjainkban is folytatódnak.
A várat 2017-től kezdődően a Nemzeti Várprogram keretében felújították.

## Leírása
A várat három oldalról meredek sziklafal védi, amelyet mesterséges sziklaárokkal is elhatároltak. A legrégebbi rész az úgynevezett felsővár, amely még a 13. században épült, nagyjából téglalap alakú, kb. 28 x 15 méter alaprajzú. Ennek az északkeleti sarkán trapéz alakú, háromszintes torony állt, amelyhez a palotaszárny csatlakozott. A toronytól délre helyezkedett el a várudvar, közepén a ciszternaházzal.
A 15. században, a Rozgonyiak birtoklása idején épült a régi vár köré a háromszor akkora alsóvár. Ennek volt része a ma is látható kaputorony. Az alsó és felső vár közötti teraszon ebben az időszakban épült meg a kápolna, amelyből a szentély pillérei maradtak fenn. A feltárások nem mutatták ki, de egy 1690-es vázlatrajzon látható egy mecset is, amelyet Evlija Cselebi is említ útleírásában.

## Képgaléria

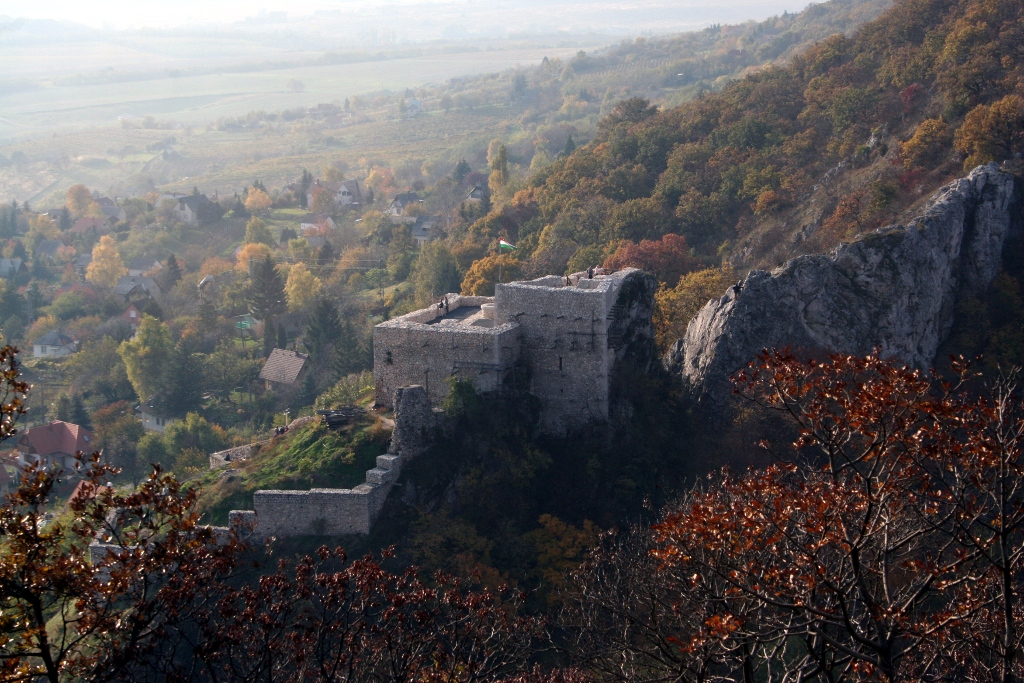
Csókakői vár látképe (2010)
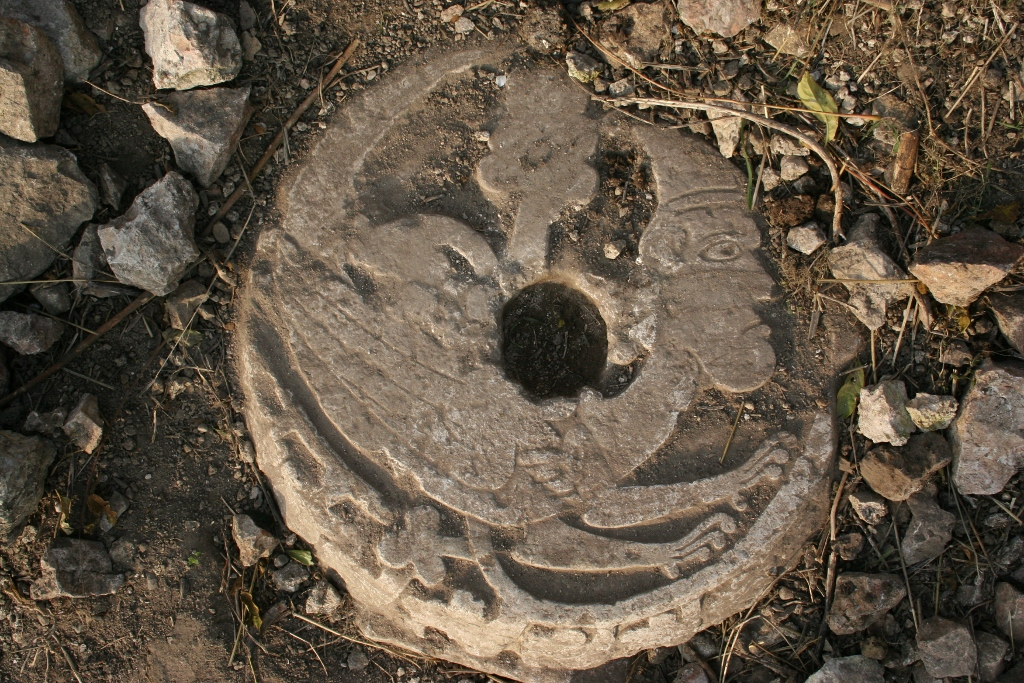
A várban látható faragott kő (2010)
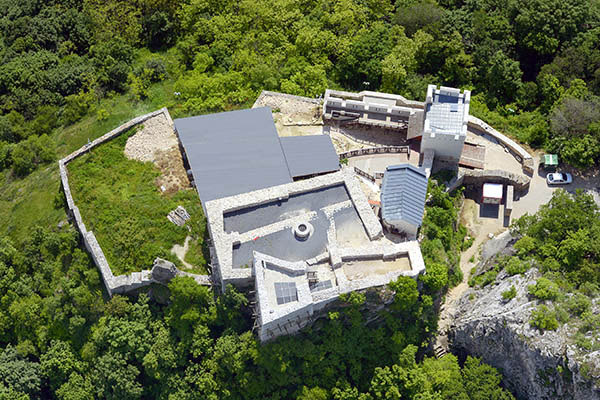
2016